# William Arboleda
William Francisco Luis Arboleda Perea (Buenaventura, 8 giugno 1990) è un ex calciatore colombiano, di ruolo attaccante.

## Carriera
Ha giocato nella massima serie colombiana.

## Palmarès

### Club

#### Competizioni nazionali
- Campionato colombiano: 1

Independiente Medellín: 2009-II